# Katkelmasaaret
Katkelmasaaret är en ö i Finland. Den ligger i sjön Päijänne och i kommunen Sysmä i den ekonomiska regionen  Lahtis ekonomiska region  och landskapet Päijänne-Tavastland, i den södra delen av landet, 150 km norr om huvudstaden Helsingfors. Öns area är 1,5 hektar och dess största längd är 210 meter i sydöst-nordvästlig riktning.  Notera att namnet antyder att det är fråga om flera öar.